# محمد الزعبي
محمد أحمد الزعبي (أبو أيهم؛ وُلد في 1930 في المسيفرة، درعا – تُوفي في 11 يوليو 2024 في بورنا، ألمانيا) سياسي وعالم اجتماع سوري، كان وزيرًا للإعلام بين أكتوبر 1966 وحتى سبتمبر 1967. نُفي خارج سوريا عام 1974. درّس علم الاجتماع في جامعات اليمن والعراق والجزائر. درس الإعلام في جامعة دمشق، وعلم الاجتماع والعلوم السياسية لاحقًا في جامعة لايبتزغ بألمانيا.